# Microtityus starri
Espèce
Microtityus starri est une espèce de scorpions de la famille des Buthidae.

## Distribution
Cette espèce est endémique de Tobago à Trinité-et-Tobago.

## Systématique et taxinomie
Cette espèce a été décrite par Lourenço et Huber en 1999. Elle est placée en synonymie avec Microtityus rickyi par Prendini en 2001. Elle est relevée de synonymie par Armas et Teruel en 2012.

## Étymologie
Cette espèce est nommée en l'honneur de Christopher K. Starr.

## Publication originale
- Lourenço & Huber, 1999 : « Additions to the scorpion faunas of Trinidad and Tobago. » Revue Suisse de Zoologie, vol. 106, no 1, p. 249-267 (texte intégral).